# Кароль Чатордай
Кароль Чатордай (угор. Csatordai Károly; 3 липня 1926, Будапешт — 23 липня 1972, Будапешт) — угорський дипломат. Постійний представник Угорщини при Організації Об'єднаних Націй (1962—1971).

## Життєпис
Народився 3 липня 1926 року в місті Будапешт. У 1948 році закінчив юридичний факультет Університету Петра Пазмані. Він вивчав вісім мов, зокрема англійську, французьку, російську, китайську, німецьку та нідерландську.
З червня 1948 року на дипломатичній службі. Був підлеглим дипломатом в посольствах Угорщини в Нідерландах (1949—1951), КНР (1951—1955) та В'єтнамі (1955—1956). Потім став начальником протокольного відділу Держдепартаменту. У 1958 році він отримав звання Надзвичайного і Повноважного Посла. У 1960—1961 роках посол Угорщини в Японії. У 1961 році він був підвищений до Надзвичайного і Повноважного Посла і став Постійним представником Угорщини при Організації Об'єднаних Націй в Нью-Йорку. Він обіймав декілька посад у Генеральній Асамблеї ООН. Під час регулярного членства Угорщини в РБ між 1968 і 1970 роками він представляв Угорщину в Раді Безпеки. У березні 1969 року він був чинним головою Ради Безпеки. Повернувшись додому в 1971 році, він став головою Департаменту міжнародних організацій, а потім заступником міністра закордонних справ Угорщини.
23 липня 1972 року він загинув аварії.